# Lila mesto
Lila mesto je slikanica, ki sta jo ustvarila pisatelj Peter Svetina in ilustratorka Mojca Cerjak. Izšla je leta 1999.

## Vsebina
V Lila mestu so bile vse stvari: hiše, vozila, obleke ... lila barve. Celo deževalo je lila. Mestna znamenitost so bile palačinke z lila borovničevo marmelado. Lila mesto je polno prigod in nezgod svojih meščanov: od jutranje gneče v glavnem križišču, ki jo reši stara lokomotiva, plačevanja z rimami zaradi izgubljenih denarnic, do pobeglih lilameških dimnikov in izpada elektrike.
Nekega četrtka popoldne je v mesto prišel popotnik, oblečen v pisana oblačila. Povedal je, da prihaja iz Mavričnega mesta, nad katerim se pne mavrica. Kadar dežuje, kapljice odnašajo barvo z nje in meščani jo lovijo v lončke ter z njo prebarvajo mesto. Lilameščani so bili navdušeni in odločili so se, da bodo tudi oni prebarvali svoje mesto. Prišli so do mavrice, ki so jim jo gasilci z brizgalnami škropili, da so lahko nalovili barve, kolikor so je potrebovali. Z njo so spremenili svoje mesto v pisanico. Celo nebo so prebarvali, da je padal pisan dež. Le svojo znamenitost, palačinke z lila borovničevo marmelado, so pustili pri miru.

## Predstavitev lika
Nenavadno mesto lila barve ima tudi nenavadne meščane. Če jim zmanjka denarja, kupujejo pač na rime. Njihovih sveč ne moreš prižgati, ne da bi prej prebral navodila. Po mestu se vozijo s tramvajem, kolesi in skiroji, v jutranji gneči jim na glavnem križišču promet usmerja župan; če je sila, mu na pomoč priskoči tudi stara lokomotiva. Spat hodijo na vrt vsak pod svojo posteljo in se pokrivajo čez glavo, da jim sanje ne bi izhlapele. Lilameščani vejo, da je življenje igra.

## Simbolika
Lilameščani so ljudje po otroški podobi. Ni natančno določene meje med resničnostjo in domišljijo; včasih se zdi, da je sploh ni.